# Kanevskaia
Kanevskaia (rus: Каневская) és una stanitsa del krai de Krasnodar, a Rússia. És a la confluència del riu Txelbas i els seus afluents Sredni Txelbas i Sukhoi Txelbas, a 114 km al nord-oest de Krasnodar. És la segona stanitsa més gran de Rússia, només superada per Ordjonikídzevskaia a Ingúixia, amb 65.112 habitants.
Pertanyen a aquesta stanitsa els khútors de Bursaki, Ordjonikidze, Srédnie Txelbassi i Sukhie Txelbassi.

## Història
L'stanitsa fou fundada el 1794 com un dels primers quaranta assentaments dels cosacs de la Mar Negra. Fou nomenada per la localitat de Kàniv al Dniéper. Durant la Segona Guerra Mundial fou ocupada per la Wehrmacht de l'Alemanya Nazi l'agost de 1942 i alliberada per l'Exèrcit Roig de la Unió Soviètica el 5 de febrer de 1943.

## Demografia
| 1794  | 1849  | 1875  | 1897  | 1925   | 1989   | 2002   | 2010   |
| ----- | ----- | ----- | ----- | ------ | ------ | ------ | ------ |
| 1 100 | 3 500 | 4 900 | 9 400 | 15 600 | 36 100 | 44 755 | 44 386 |